# 田上渉
田上 渉（たがみ わたる、1982年5月7日 - ）は、福岡県北九州市出身のサッカー選手。ポジションはミッドフィールダー (ボランチ)。

## 来歴
小学3年次よりサッカーを始める。大久保嘉人は小学生時代からの友人であり、後U-12福岡県トレセンチームでも共にプレーした。1995年大久保ともども長崎県に渡り、国見町立国見中学校へ入学。中学時代には九州選抜にも選ばれた。その後進学した長崎県立国見高等学校では2年生から試合に出場し、3年次に主将を務め、第35回全国高等学校総合体育大会サッカー競技大会・2000年とやま国体サッカー競技・第79回全国高等学校サッカー選手権大会の3大会で優勝し三冠を経験した。後日本高等学校選抜チームに選出され、2001年4月開催のデュッセルドルフ国際ユースサッカー大会で大会3位の成績を修めた。
2001年、高校卒業後は大阪商業大学に進学。在学中は１年から関西学生選抜に選ばれた。関西学生サッカーリーグで2004年度には2部リーグ (Aブロック) 優秀選手およびベストキャプテン賞を受賞した。在学中、Honda FCおよび佐川急便大阪SCより獲得の打診があった が、国見高時代の恩師である小嶺忠敏より九州各県リーグ決勝大会に出場する有明サッカークラブ (V・ファーレン長崎の前身チームのひとつ) の助っ人選手として参加する事を要請された のをきっかけに、卒業後の2005年、設立されたばかりのV・ファーレン長崎に入団した。2006年には九州サッカーリーグで優勝を経験し、リーグ年間最優秀選手にも選出された。2008年には第32回全国地域サッカーリーグ決勝大会決勝ラウンド2位となり、JFL参入を経験した。
JFLにおいては公式戦34試合全てに出場した が翌2010年1月に長崎を退団。2010年は国見フットボールクラブに所属、同年8月には長崎県選抜チームに選出されて国体九州ブロック大会に出場した。同年12月、翌2011年度からのHOYO AC ELAN大分への入団が発表された。
H大分では九州リーグ優勝を経て第35回全国地域サッカーリーグ決勝大会に出場。決勝ラウンドで3位となったが、ジェフユナイテッド市原・千葉リザーブズがJFLから退会することになったため、2012年度からのJFL参入が決定した。しかしキャプテンに就任した2012年度は膝の怪我で手術したため長期離脱し、同年度の試合出場数は0であった。2013年2月、現役を引退する旨が発表された。
三菱重工長崎サッカー部で現役に復帰した。

## 個人成績
| 2005   | 長崎         |        | 九州   |     |   | - | - |     |   |
| 2006   | 長崎         | 22     | 九州   | 15  | 1 | 1 | 0 | 16  | 1 |
| 2007   | 長崎         | 22     | 九州   | 20  | 0 | 3 | 2 | 23  | 2 |
| 2008   | 長崎         | 22     | 九州   | 18  | 2 | - | - | 18  | 2 |
| 2009   | 長崎         | 22     | JFL    | 34  | 3 | 2 | 0 | 36  | 3 |
| 2011   | H大分        | 22     | 九州   | 18  | 1 | 1 | 0 | 19  | 1 |
| 2012   | H大分        | 22     | JFL    | 0   | 0 | 0 | 0 | 0   | 0 |
| 2014   | 三菱重工長崎 | 22     | 九州   |     |   | 0 | 0 |     |   |
| 2015   | 三菱重工長崎 | 22     | 九州   |     |   | 0 | 0 |     |   |
| 2016   | 三菱重工長崎 | 22     | 九州   |     |   | - | - |     |   |
| 通算   | 日本         | 日本   | JFL    | 34  | 3 | 2 | 0 | 36  | 3 |
| 通算   | 日本         | 日本   | 九州   | 71  | 4 | 5 | 2 | 76  | 6 |
| 総通算 | 総通算       | 総通算 | 総通算 | 105 | 7 | 7 | 2 | 112 | 9 |

## 代表・選抜歴
- 国民体育大会少年男子長崎県選抜 (1999年、2000年)
- 日本高等学校選抜 (2001年)
- 関西学生選抜B(大学1年)
- 関西学生選抜B(大学2年)
- 関西学生選抜A(大学3年)
- 国民体育大会成年男子長崎県選抜 (2010年)